# آدم شانكمان
آدم مايكل شانكمان (بالإنجليزية: Adam Shankman)‏ من 27 نوفمبر 1964 هو مخرج سينمائي، منتج، راقص وممثل يهودي أمريكي بدأ حياته المهنية في المسرح الموسيقي وكان راقص في العديد من الفيديو كليب وقد أدار العديد من الأفلام الروائية الطويلة.

## حياته
ولد شانكمان في لوس انجليس، كاليفورنيا، لأسرة من الطبقة المتوسطة العليا. حضر مدرسة جوليارد، وانتقل إلى الرقص في المسرح الموسيقي.

## أعماله

### إخراج
| أعمال                   | الوظيفة |
| ----------------------- | ------- |
| ما يريده الرجال         | مخرج    |
| Disenchanted            | مخرج    |
| Modern Family S5        | مخرج    |
| Rock of Ages            | مخرج    |
| Bedtime Stories         | مخرج    |
| Hairspray               | مخرج    |
| Cheaper By The Dozen 2  | مخرج    |
| اللهاية                 | مخرج    |
| Bringing Down the House | مخرج    |
| A Walk to Remember      | مخرج    |
| مصممة الزفاف            | مخرج    |

### إنتاج
| أعمال                  | الوظيفة |
| ---------------------- | ------- |
| تحديث الحالة           | منتج    |
| ستيب أب: أول إن ‏       | منتج    |
| Step Up Revolution     | منتج    |
| Step Up 2: The Streets | منتج    |

### تمثيل
| أعمال                          | الدور    |
| ------------------------------ | -------- |
| The Gun in Betty Lou's Handbag | رجل خجول |

## روابط خارجية
- آدم شانكمان على موقع IMDb (الإنجليزية)
- آدم شانكمان على موقع روتن توميتوز (الإنجليزية)
- آدم شانكمان على موقع ألو سيني (الفرنسية)
- آدم شانكمان على موقع ميوزك برينز (الإنجليزية)
- آدم شانكمان على موقع أول موفي (الإنجليزية)
- آدم شانكمان على موقع بوكس أوفيس موجو (الإنجليزية)
- آدم شانكمان على موقع قاعدة بيانات الأفلام السويدية (السويدية)
- آدم شانكمان على موقع إن إن دي بي (الإنجليزية)
- آدم شانكمان على موقع قاعدة بيانات الفيلم (الإنجليزية)
- آدم شانكمان على موقع كينوبويسك (الروسية)